# Konstantin Fiodorovici Celpan
Konstantin Fiodorovici Celpan (în rusă Константин Фёдорович Челпан; n. 27 mai 1899, Kremenivka⁠(d), Kalchyk rural hromada⁠(d), RSS Ucraineană, URSS – d. 10 martie 1938, Harkov, RSS Ucraineană, URSS) a fost un inginer sovietic proeminent cu origineetnică greacă. El a fost șeful Biroului de proiectare tehnică al Fabrica de locomotive din Harkiv, proiectant-șef al motorului tancului T-34. A fost distins cu Ordinul Lenin, dar a fost reprimat politic și executat în timpul  „Operațiunii grecești” a NKVD-ului ordonată de Iosif Stalin, dar  reabilitat politic după moarte.

## Tinerețea și educația
Konstantin Celpan s-a născut pe 27 mai 1899 în Cerdaklî, Gubernia Ekaterinoslav, Imperiul Rus (în zilele noastre Kremenivka, Regiunea Donețk, Ucraina),  to Fyodor Myhailovich Chelpan and Elizaveta Khalangot.  Ambii părinți erau țărani avuți greci. Tatăl lui fost supus  „dezchiaburirii”, arestat și mai apoi împușcat în 1930. 
După ce a absolvit cursurile ginmanziului real (реальное училище)⁠(d) din  Mariupol în 1919, a participat la luptele războiului civil. În 1924 a absolvit cu diplomă de onoare cursurile Institului Tehnologic din  Harkiv, cu specializarea în  motoare cu ardere internă.

## Cariera
Din 1924 până în 1937, Celpan a lucrat la Fabrica de locomotive din Harkiv ca proiectant, șef al departamentului de motoare diesel, proiectant principal și șef al biroului de proiectare inginerească  între anii 1928 și 1929 a urmat cursuri de specializare în Germania, Elveția și Regatul Unit
Konstantin Celpan a fost proiectantul șef al motorului diesel V-2 al faimosului tanc T-34, pentru realizarea căruia a primit Ordinul Lenin în 1935  Motorul este fabricat dintr-un aliaj ușor de aluminiu.
Din 1927, Konstantin Celpan a fost conferențiar universitar la Institutul Tehnologic din Harkiv]].

## Arestarea și executarea

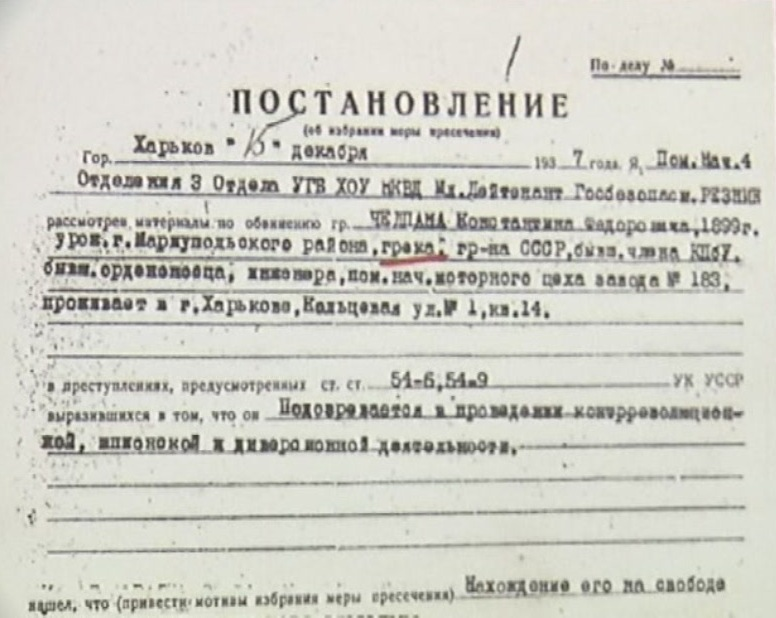
Ordinul pentru arestarea lui Konstantin Fiodorovici Celpan, inginer, inventator și director de întreprindere din Harkov, reținut pe 15 decembrie 1937 și executat pe 10 martie 1938. Cu roșu este subliniată etnia grecească

Konstantin Celpan a fost arestat pe 15 decembrie 1937, în prima zi a operațiunii grecești a NKDV-ului. El a fost acuzat că a condus o organizație naționalistă greacă contrarevoluționară, precum și că a conspirat pentru a sabotarea producției Fabrici de locomotive din Harkiv. El a recunoscut că s-a făcut vinovat de spionaj după ce a fost torturat în timpul interogatoriilor. Pe 4 februarie 1938 el a fost condamnat la moarte prin împușcare. A fost executat în secret în interiorul pușcăriei din Harkiv pe 11 martie 1938, iar evenimentul a fost ținut secret. După câțiva ani, soția lui Ceplan a primit un certificat de deces în care scria că soțul ei a murit de  insuficiență cardiacă congestivă pe 16 mai 1942. 
Pe 6 august 1956, Konstantin Celpan a fost reabilitat  de Colegiul Militar al Curții Supreme a Uniunii Sovietice. Cu toate acestea, abia în 1988 a fost dezvăluită adevărata sa cauză a morții.

## Cinstirea memoriei lui Konstantin Celpan
- În 1994, o stradă din satul Cerdaklî a fost numită „Konstantin Celpan”.[2].
- În 2000 a fost publicată cartea „Biografii ale grecilor ucraineni celebri. Cazul lui Konstantin Celpan”[2].
- În 2001 a fost plasată o placă comemorativă pe peretele casei în care Konstantin Celpan și-a petrecut ultimii ani de viață[2].